# Caesarovo forum

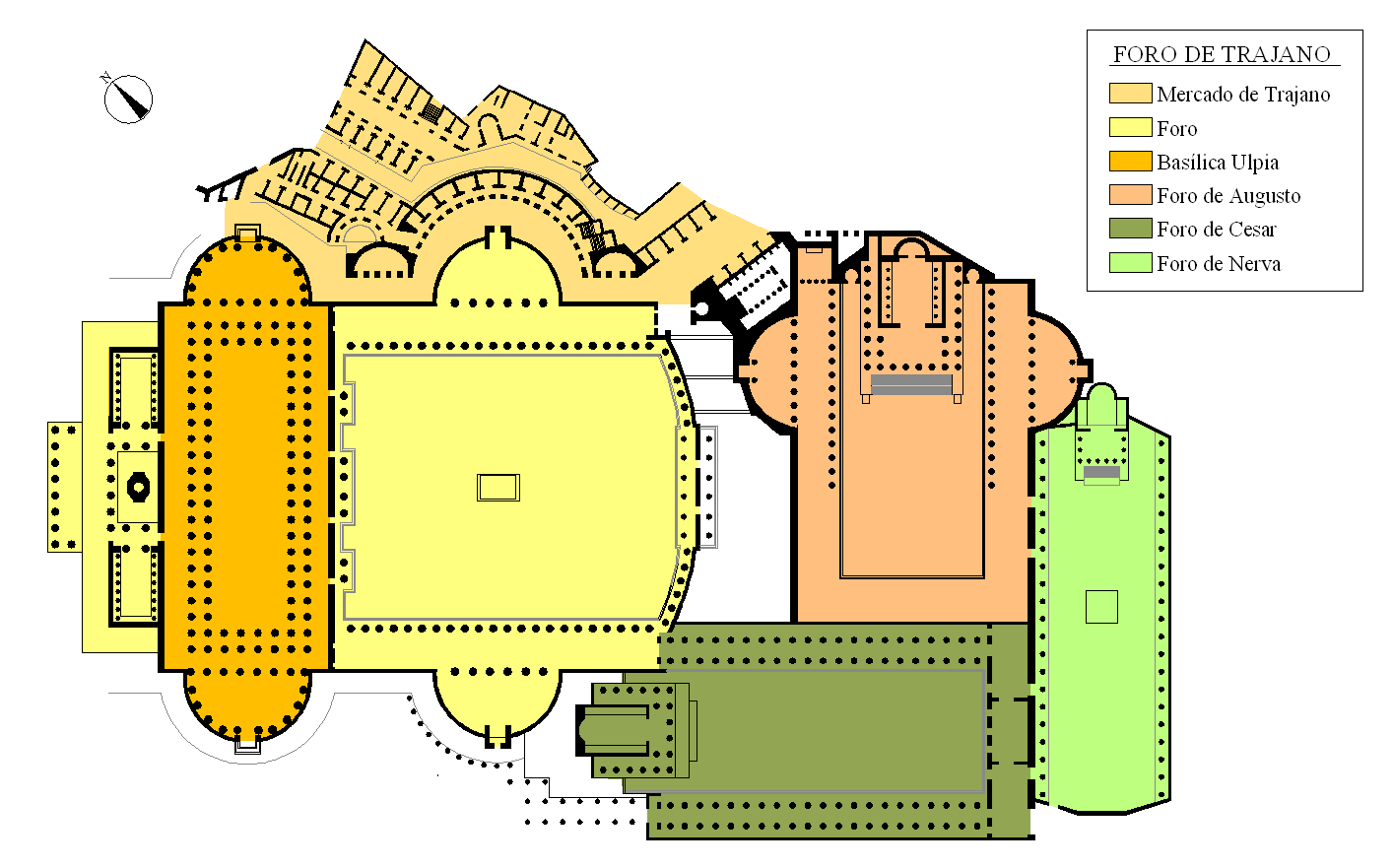
Poloha fóra tmavě zeleně

 Caesarovo forum  (lat. Forum Caesaris, též Forum Iulium) je prvním z císařských fór Říma navazující na severozápadní stranu Fora Romana.
V současné době je fórum obdélníkové náměstí obklopené ze tří stran klenutým ochozem, uprostřed jsou ruiny Venušina chrámu (tři sloupy korintského řádu) a bronzová socha Caesara (kopie jedné z císařových mramorových soch).
Podél silnice Clivus Argentarius jsou ruiny obchodů a dílen z doby Hadriánovy vlády.
Dnes se částečně nachází pod Via dei Fori Imperiali.

Caesarovo forum a chrám Venuše Genetrix

V roce 54 př. n. l. Caesar pověřil Cicera koupit pozemek, za nějž zaplatil 60–100 milionů sestercií. Na těchto pozemcích bylo Caesarem v letech 54–46 př. n. l. postaveno nové fórum jako rozšíření Fora Romana.
Fórum zabíralo plochu 170 x 75 m.
V severní části fóra se nacházel Chrám Venuše Genetrix a basilika Argentaria (stříbrná bazilika), druh starověké burzy.
Starověké prameny hovoří také o majestátní jezdecké soše Caesara a soše Kleopatry z pozlaceného bronzu. Ve 2. století za císaře Traiana bylo fórum zcela přestavěno a bylo obnoveno za Diokleciána po požáru v roce 283.

## Galerie

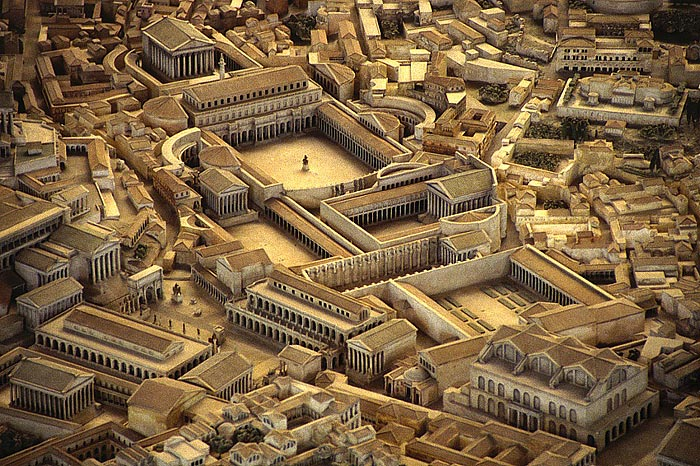
Model císařských for
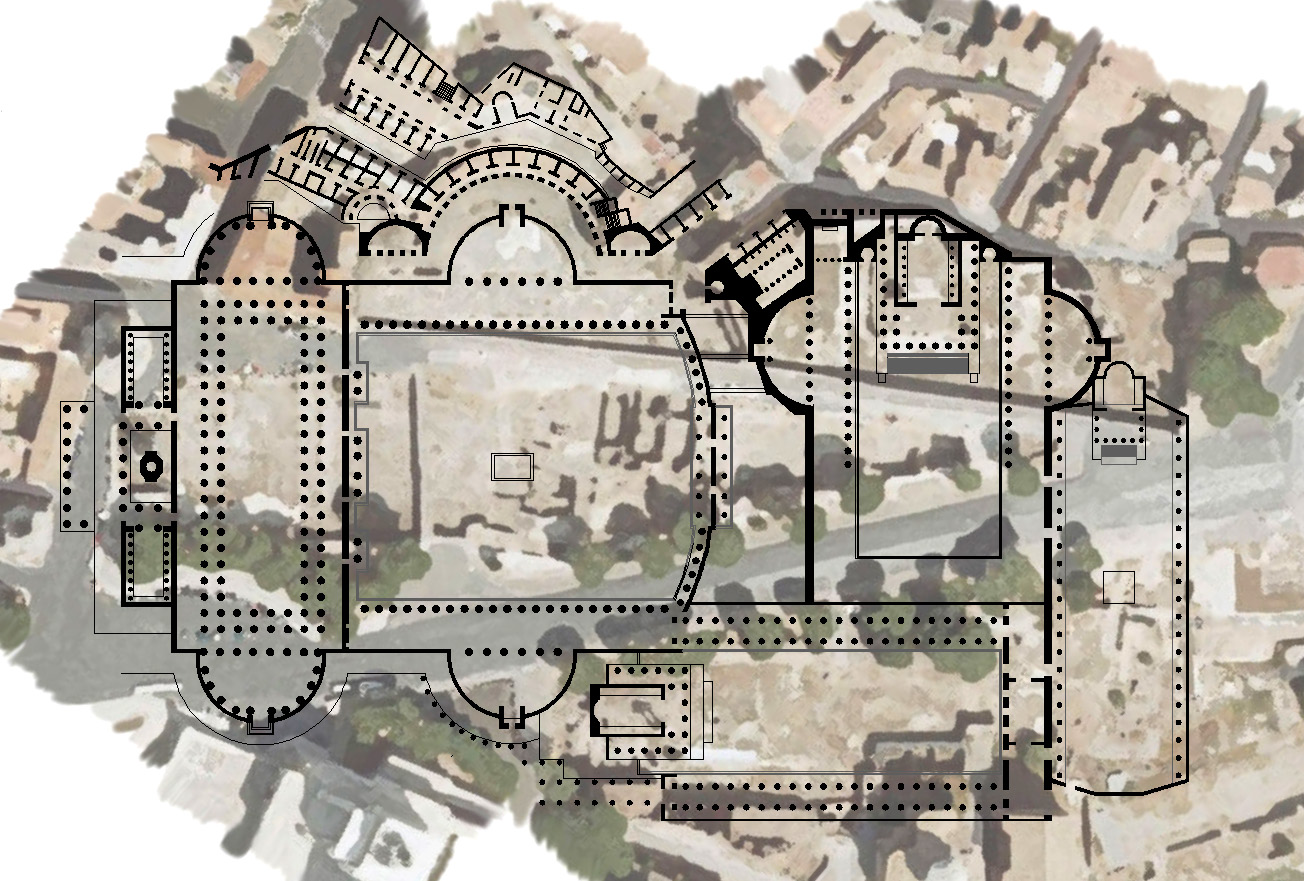
Superpozice do dnešní uliční sítě
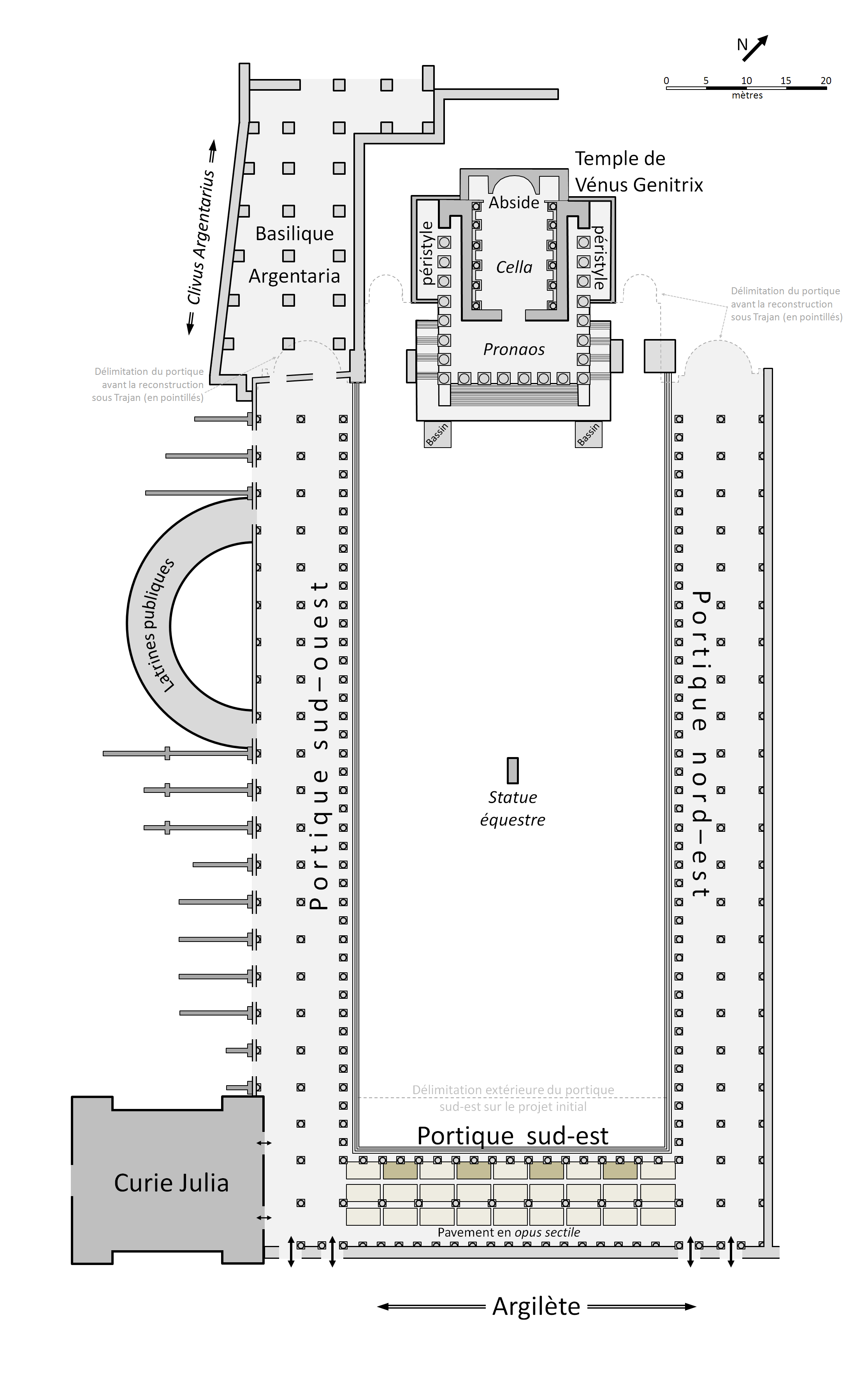
Plán fora
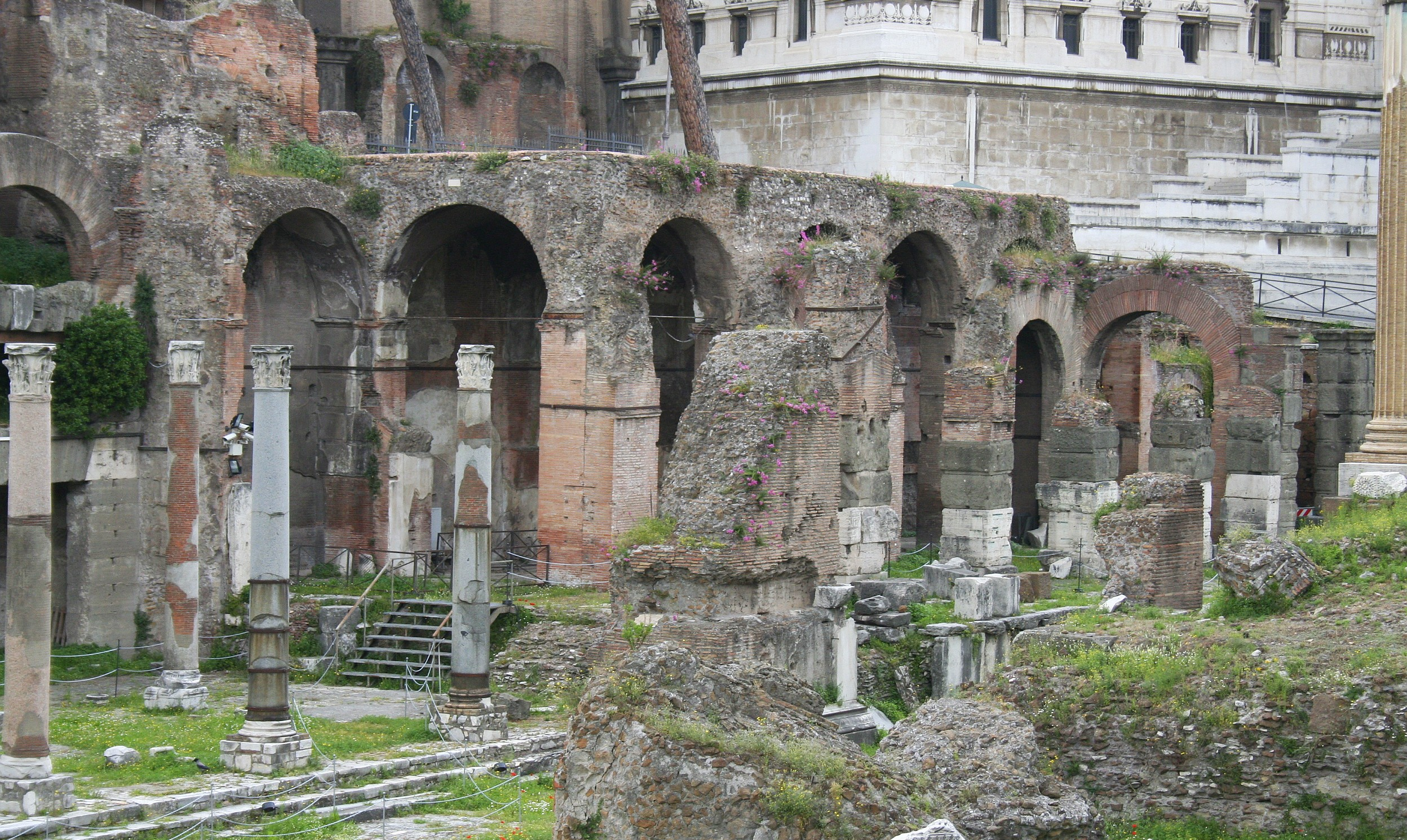
Pozůstatky baziliky Argentaria